# Die Brennessel
Die Brennessel ("Brännässlan") var en nazistisk satirtidning som utkom från januari 1931 till december 1938. Tidningen hade till huvuduppgift att angripa bolsjevismen och "den internationella judendomen".

### Webbkällor
- Die Brennessel i German Propaganda Archive (engelska)